# Igor Sergejewitsch Bubentschikow
Igor Sergejewitsch Bubentschikow (russisch: Игорь Сергеевич Бубенчиков; geboren am 28. Mai 1966 in Leningrad) ist ein russischer Schauspieler.

## Leben
Bubentschikow besuchte nach seinem Schulabschluss die Rimski-Korsakow-Universität für Kultur in St. Petersburg. Nach seinem Abschluss begann er zunächst in Theaterstücken aufzutreten und spielte später in mehreren Fernsehserien und Filmen mit. 
Seine bekannteste Rolle spielte er 2004 in dem deutschen Film Der Untergang, in dem er die Figur des Franz Schädle übernahm, Kommandant des Führerbegleitkommandos.  

## Filmografie (Auswahl)
- 1993 Das Fenster nach Paris
- 1993 Kon Bely
- 1999 Tschorny frajer
- 2004 Der Untergang
- 2005 Straßen der kaputten Laternen
- 2014 Ja podarju tebe ljubow